# 양자 상태
양자 물리학에서 양자 상태(영어: Quantum state)는 양자 시스템에 대한 지식을 구현하는 수학적 실체이다. 양자역학은 양자 상태의 구성, 진화 및 측정을 지정한다. 그 결과는 상태로 표현되는 시스템에 대한 예측이 된다. 양자 상태에 대한 지식과 시스템의 시간 진화 규칙은 양자 시스템에 대해 알 수 있는 모든 것을 소진한다.
양자 상태는 시스템이나 문제의 종류에 따라 다르게 정의될 수 있다. 두 가지 주요 범주는 다음과 같다.
- 위치 또는 운동량 변수를 사용하여 양자 시스템을 설명하는 파동 함수 및
- 더 추상적인 벡터 양자 상태.

역사적, 교육적, 응용 중심 문제에서는 일반적으로 파동 함수가 사용된다. 현대 전문 물리학에서는 추상적인 벡터 상태가 사용된다. 두 범주 모두에서 양자 상태는 순수 상태와 혼합 상태, 또는 결맞는 상태와 비결맞는 상태로 나뉜다. 특수한 속성을 가진 범주에는 시간 독립성을 위한 정상 상태와 양자장론의 양자 진공 상태가 포함된다.

## 고전역학의 상태로부터
물리학의 도구로서 양자 상태는 고전역학의 상태에서 발전했다. 고전 역학적 상태는 각 순간에 잘 정의된 실수 값을 가진 역학 변수 집합으로 구성된다.:3 예를 들어, 대포알의 상태는 위치와 속도로 구성된다. 상태 값은 운동 방정식에 따라 진화하며 따라서 엄격하게 결정된다. 대포의 위치와 발사체의 초기 속도를 알면 중력의 힘을 포함하는 방정식을 사용하여 대포알의 궤적을 정확하게 예측할 수 있다.
마찬가지로 양자 상태는 운동 방정식에 따라 진화하는 동역학 변수 집합으로 구성된다. 그러나 양자 상태에서 파생된 값은 복소수이고, 양자화되어 있으며, 불확정성 관계에 의해 제한되고,:159 시스템의 결과에 대한 확률 분포만을 제공한다. 이러한 제약은 양자 동역학 변수의 본질을 변화시킨다. 예를 들어, 이중슬릿 실험에서 전자의 양자 상태는 검출 영역에 걸쳐 복소수 값으로 구성되며, 제곱하면 검출기에 걸친 전자 개수의 확률 분포만을 예측한다.

## 양자역학에서의 역할
양자 역학으로 양자 시스템을 설명하는 과정은 시스템의 양자 상태를 정의하는 변수 집합을 식별하는 것으로 시작한다.:204 이 집합에는 양립 가능한 변수와 양립 불가능한 변수가 포함될 것이다. 가환 변수의 완전 집합을 동시에 측정하면 시스템이 고유한 상태로 준비된다. 그 다음 상태는 운동 방정식에 따라 결정론적으로 진화한다. 상태를 나중에 측정하면 양자 역학 연산자가 예측하는 확률 분포에서 샘플이 생성된다.
양자 측정의 근본적으로 통계적 또는 확률적 본질은 고전 역학에서 고전 상태와 비교하여 양자 역학에서 양자 상태의 역할을 변화시킨다. 고전 역학에서는 하나 이상의 물체의 초기 상태를 측정한다. 상태는 운동 방정식에 따라 진화한다. 최종 상태의 측정은 예측과 비교된다. 양자 역학에서는 동일하게 준비된 양자 상태의 앙상블이 운동 방정식에 따라 진화하고, 많은 반복 측정은 예측된 확률 분포와 비교된다.:204

## 측정
측정, 즉 양자 상태에 대한 거시적 연산은 상태를 걸러낸다.:196 입력 양자 상태가 무엇이든, 반복되는 동일한 측정은 일관된 값을 제공한다. 이러한 이유로 측정은 실험을 위해 양자 상태를 '준비'하여 시스템을 부분적으로 정의된 상태에 놓는다. 후속 측정은 시스템을 더 준비할 수도 있고(이들은 양립 가능한 측정임) 상태를 변경하여 재정의할 수도 있다(이들은 양립 불가능하거나 상보적인 측정이라고 함). 예를 들어, {\displaystyle x} 축을 따라 상태의 운동량을 아무리 많이 측정해도 같은 결과를 얻을 수 있지만, 운동량을 한 번 측정한 후 위치를 측정하면 후속 운동량 측정은 변경된다. 양자 상태는 양립 불가능한 측정에 의해 불가피하게 변경되는 것처럼 보인다. 이것은 불확정성 원리로 알려져 있다.

## 고유 상태와 순수 상태
측정 후 양자 상태는 해당 측정과 측정된 값에 해당하는 고유 상태에 있다.:202 상태의 다른 측면은 알려지지 않을 수 있다. 측정을 반복해도 상태는 변경되지 않는다. 어떤 경우에는 양립 가능한 측정이 상태를 더욱 정교하게 만들어 모든 측정에 해당하는 고유 상태가 되게 할 수 있다. 완전한 양립 가능한 측정 세트는 순수 상태를 생성한다. 순수하지 않은 상태는 모두 혼합 상태라고 하며 아래에서 더 자세히 논의된다.:204(p. 73)
슈뢰딩거 방정식의 고유 상태 해는 순수 상태로 형성될 수 있다. 실험에서는 순수 상태가 거의 생성되지 않는다. 따라서 해의 통계적 혼합을 실험과 비교해야 한다.:204

## 표현
동일한 물리적 양자 상태는 표현이라고 불리는 여러 가지 수학적 방식으로 표현될 수 있다. 위치 파동 함수는 양자 역학 입문서에서 흔히 처음 접하는 표현 중 하나이다. 동등한 운동량 파동 함수는 또 다른 파동 함수 기반 표현이다. 표현은 좌표계:244 또는 매개 변수 방정식과 같은 유사한 수학적 장치에 비유될 수 있다. 표현을 선택하면 문제의 일부 측면은 쉬워지지만 다른 측면은 어려워진다.
정식 양자 역학(아래 § 양자 물리학의 형식론 참조)에서는 특정 표현을 피하고 추상적인 '벡터 공간'을 사용하여 이론을 개발한다. 이를 통해 양자 역학의 많은 우아한 개념을 표현하고 고전적 유사성이 없는 경우에도 적용할 수 있다.:244

## 파동 함수 표현
파동 함수는 양자 상태를 나타내며, 특히 위치나 운동량의 함수인 경우 그렇다. 역사적으로 양자 상태의 정의는 보다 형식적인 방법이 개발되기 전에 파동 함수를 사용했다.:268 파동 함수는 가환 또는 양립 가능한 자유도의 완전 집합에 대한 복소수 값 함수이다. 예를 들어, 한 집합은 전자의 {\displaystyle x,y,z} 공간 좌표일 수 있다.
양립 가능한 관측 가능량의 완전 집합을 측정하여 시스템을 준비하면 순수 양자 상태가 생성된다. 더 일반적인 불완전한 준비는 혼합 양자 상태를 생성한다. 측정에 해당하는 연산자에 대한 슈뢰딩거 방정식의 파동 함수 해는 순수 상태로 쉽게 표현될 수 있다. 예상 확률 분포를 계산하려면 실험 준비와 일치하는 통계적 가중치와 결합되어야 한다.:205

### 파동 함수의 순수 상태

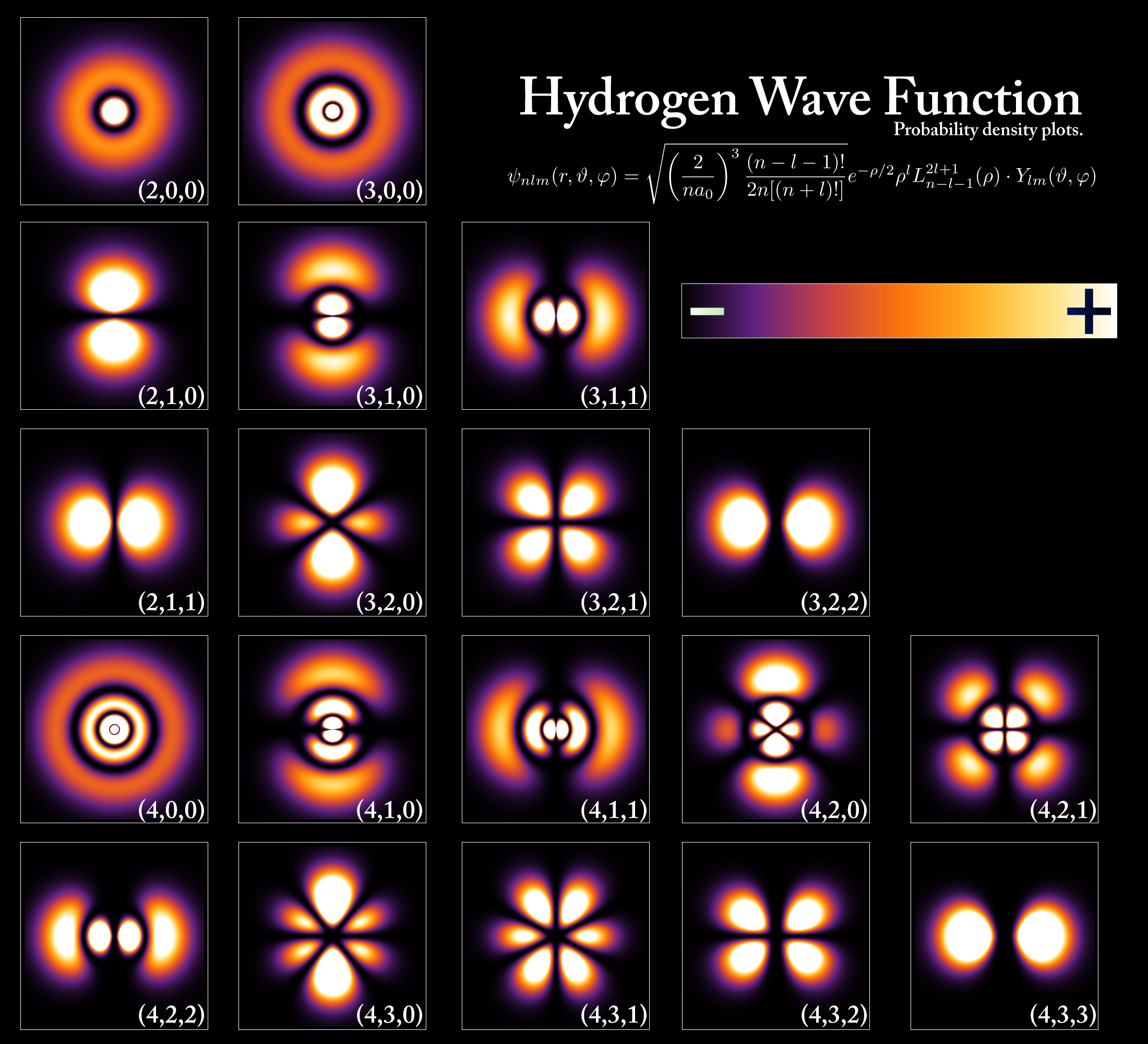
서로 다른 양자 상태에서 수소 원자 전자의 확률 밀도.

양자 역학의 수치적 또는 분석적 해는 순수 상태로 표현될 수 있다. 고유 상태라고 불리는 이러한 해 상태는 양자화된 값, 일반적으로 양자수로 표시된다.
예를 들어, 수소 원자의 에너지 스펙트럼을 다룰 때, 관련 순수 상태는 주양자수 n, 각운동량 양자수 ℓ, 자기양자수 m, 그리고 스핀 z-성분 sz으로 식별된다. 또 다른 예로, 전자의 스핀이 어떤 방향으로든 측정될 때, 예를 들어 슈테른-게를라흐 실험을 통해, 두 가지 가능한 결과(위 또는 아래)가 있다. 여기서 순수 상태는 길이가 1인 2차원 복소수 벡터 {\displaystyle (\alpha ,\beta )}로 표현된다. 즉,
{\displaystyle |\alpha |^{2}+|\beta |^{2}=1,}
여기서 {\displaystyle |\alpha |}와 {\displaystyle |\beta |}는 {\displaystyle \alpha }와 {\displaystyle \beta }의 절댓값이다.
양자 역학의 공리는 주어진 시간 t에 순수 상태가 분해 가능 복소 힐베르트 공간의 벡터에 해당하며, 각 측정 가능한 물리량(입자의 에너지 또는 운동량 등)은 관측가능량이라고 불리는 수학적 연산자와 연관되어 있다고 명시한다. 이 연산자는 시스템의 상태에 작용하는 선형 함수 역할을 한다. 연산자의 고윳값은 관측 가능량의 가능한 값에 해당한다. 예를 들어, 운동량 연산자의 고윳값 중 하나가 1 kg·m/s인 경우에만 1 kg·m/s의 운동량을 가진 입자를 관측할 수 있다. 고윳값 1 kg·m/s에 해당하는 고유 벡터(물리학자들은 이것을 고유 상태라고 부른다)는 1 kg·m/s의 확실하고 잘 정의된 운동량 값을 가진 양자 상태이며, 양자 불확정성이 없다. 운동량이 측정되면 결과는 1 kg·m/s가 보장된다.
반면에 여러 다른 고유 상태의 중첩으로 기술되는 순수 상태는 일반적으로 주어진 관측 가능량에 대해 양자 불확정성을 가진다. 브라-켓 표기법을 사용하여 고유 상태의 선형 결합은 다음과 같이 표현될 수 있다.:22,171,172
{\displaystyle |\Psi (t)\rangle =\sum _{n}C_{n}(t)|\Phi _{n}\rangle .}
선형 결합에서 특정 상태에 해당하는 계수는 복소수이므로 상태 간의 간섭 효과를 허용한다. 계수는 시간에 따라 달라진다. 양자 상태가 시간에 따라 어떻게 변하는지는 시간 진화 연산자에 의해 지배된다.

### 파동 함수의 혼합 상태
혼합 양자 상태는 순수 상태의 확률적 혼합에 해당한다. 그러나 다른 순수 상태 분포는 동등한(즉, 물리적으로 구별할 수 없는) 혼합 상태를 생성할 수 있다. 양자 상태의 혼합은 다시 양자 상태이다.
밀도 행렬 공식화에서 전자 스핀의 혼합 상태는 에르미트이고 양의 준정부이고 대각합이 1인 {\displaystyle 2\times 2} 행렬의 구조를 가진다. 더 복잡한 경우는 브라-켓 표기법으로 단일항 상태에 의해 주어진다. 단일항 상태는 양자 얽힘을 예시한다.
{\displaystyle \left|\psi \right\rangle ={\frac {1}{\sqrt {2}}}{\bigl (}\left|\uparrow \downarrow \right\rangle -\left|\downarrow \uparrow \right\rangle {\bigr )},}
이는 스핀 1/2를 가진 두 입자의 공동 스핀 상태의 양자 중첩을 포함한다. 단일항 상태는 입자의 스핀이 같은 방향으로 측정될 때 첫 번째 입자의 스핀이 위로 관측되고 두 번째 입자의 스핀이 아래로 관측되거나, 첫 번째 입자의 스핀이 아래로 관측되고 두 번째 입자의 스핀이 위로 관측되는 두 가지 가능성이 동일한 확률로 발생하는 속성을 만족한다.
순수 양자 상태는 복소수에 대한 사영 힐베르트 공간의 광선으로 표현될 수 있지만, 혼합 상태는 밀도 행렬로 표현된다. 밀도 행렬은 힐베르트 공간에 작용하는 양의 준정부 연산자이다.
슈뢰딩거-HJW 정리는 주어진 혼합 상태를 순수 상태의 볼록 조합으로 작성하는 다양한 방법을 분류한다.
양자 시스템에 대해 특정 측정이 수행되기 전에, 이론은 결과에 대한 확률 분포만을 제공하며, 이 분포가 취하는 형태는 양자 상태와 측정을 설명하는 선형 연산자에 의해 완전히 결정된다. 서로 다른 측정에 대한 확률 분포는 불확정성 원리로 예시되는 상충 관계를 보인다. 즉, 한 실험에 대해 가능한 결과의 좁은 분포를 의미하는 상태는 필연적으로 다른 실험에 대해 가능한 결과의 넓은 분포를 의미한다.
상태의 통계적 혼합은 다른 유형의 선형 결합이다. 상태의 통계적 혼합은 독립 시스템의 통계적 앙상블이다. 통계적 혼합은 지식의 정도를 나타내는 반면 양자 역학 내의 불확정성은 근본적이다. 수학적으로 통계적 혼합은 복소 계수를 사용한 결합이 아니라, 서로 다른 상태 {\displaystyle \Phi _{n}}의 실수 값, 양의 확률을 사용한 결합이다. 숫자 {\displaystyle P_{n}}은 무작위로 선택된 시스템이 상태 {\displaystyle \Phi _{n}}에 있을 확률을 나타낸다. 선형 결합의 경우와 달리 각 시스템은 확실한 고유 상태에 있다.
관측 가능량 A의 기댓값 {\displaystyle {\langle A\rangle }_{\sigma }}는 관측 가능량의 측정값의 통계적 평균이다. 이 평균과 확률 분포가 물리 이론에 의해 예측된다.
모든 관측 가능량에 대해 동시에 고유 상태인 상태는 없다. 예를 들어, 위치 측정 Q(t)과 운동량 측정 P(t) (동일한 시간 t에)이 모두 정확하게 알려진 상태를 준비할 수 없다. 적어도 그 중 하나는 가능한 값의 범위를 가질 것이다. 이것이 하이젠베르크 불확정성 관계의 내용이다.
또한, 고전역학과 달리 시스템에 대한 측정을 수행하는 것이 일반적으로 시스템의 상태를 변화시키는 것은 피할 수 없다.:4 더 정확하게 말하자면: 관측 가능량 A를 측정한 후 시스템은 A의 고유 상태에 있을 것이다. 따라서 시스템이 이미 그 고유 상태에 있지 않았다면 상태가 바뀌었을 것이다. 이것은 일종의 논리적 일관성을 표현한다. 만약 우리가 동일한 실험에서 A를 두 번 측정하고, 측정이 시간적으로 직접 연속적이라면, 그들은 동일한 결과를 생성할 것이다. 그러나 이것은 다음과 같이 몇 가지 이상한 결과를 초래한다.
두 개의 양립 불가능한 관측량 A와 B를 고려하자. 여기서 A는 B보다 시간적으로 먼저 측정된다.
시스템이 실험 시작 시 B의 고유 상태에 있다고 가정하자. 만약 우리가 B만 측정한다면, 모든 실험 실행은 동일한 결과를 산출할 것이다.
만약 우리가 동일한 실험 실행에서 먼저 A를 측정하고 그 다음에 B를 측정한다면, 첫 번째 측정 후에 시스템은 A의 고유 상태로 전이될 것이고, 우리는 일반적으로 B의 결과가 통계적이라는 것을 알게 될 것이다. 따라서: 양자 역학적 측정은 서로에게 영향을 미치며, 수행되는 순서가 중요하다.
양자 상태의 또 다른 특징은 여러 하위 시스템으로 구성된 물리적 시스템을 고려할 때 관련성을 가진다. 예를 들어, 한 입자가 아닌 두 입자로 구성된 실험이다. 양자 물리학은 고전 이론으로는 설명할 수 없는 두 입자에 대한 측정 간에 특정 통계적 상관 관계를 보이는 얽힌 상태라고 불리는 특정 상태를 허용한다. 자세한 내용은 양자 얽힘을 참조하라. 이러한 얽힌 상태는 양자 이론과 대체 고전(비양자) 모델을 구별할 수 있게 하는 실험적으로 테스트 가능한 속성(벨 부등식)으로 이어진다.

### 슈뢰딩거 묘사와 하이젠베르크 묘사
관측가능량이 시간에 따라 달라지는 것으로 취하고, 상태 σ는 실험 시작 시 한 번 고정된다고 볼 수 있다. 이 접근 방식을 하이젠베르크 묘사라고 한다. (이 접근 방식은 위 논의의 후반부에서 시간적으로 변하는 관측가능량 P(t), Q(t)와 함께 사용되었다.) 동등하게, 관측가능량은 고정된 것으로 취하고, 시스템의 상태는 시간에 따라 달라진다고 볼 수 있다. 이것은 슈뢰딩거 묘사로 알려져 있다. (이 접근 방식은 위 논의의 전반부에서 시간적으로 변하는 상태 {\textstyle |\Psi (t)\rangle =\sum _{n}C_{n}(t)|\Phi _{n}\rangle }와 함께 사용되었다.) 개념적으로(그리고 수학적으로) 두 접근 방식은 동등하며, 그 중 하나를 선택하는 것은 관례의 문제이다.
두 관점 모두 양자 이론에서 사용된다. 비상대론적 양자역학은 일반적으로 슈뢰딩거 묘사로 공식화되지만, 상대론적 맥락, 즉 양자장론에서는 하이젠베르크 묘사가 종종 선호된다. 상호작용 묘사와 비교하라.:65

## 양자 물리학의 형식론

### 복소 힐베르트 공간의 광선으로서의 순수 상태
양자 물리학은 일반적으로 다음과 같이 선형대수학의 용어로 공식화된다. 주어진 시스템은 유한 또는 무한 차원 힐베르트 공간과 동일시된다. 순수 상태는 노름 1의 벡터에 해당한다. 따라서 모든 순수 상태의 집합은 힐베르트 공간의 단위구에 해당하는데, 단위구는 노름 1의 모든 벡터 집합으로 정의되기 때문이다.
순수 상태에 스칼라를 곱하는 것은 (상태 자체만 고려한다면) 물리적으로 중요하지 않다. 복소 힐베르트 공간 {\displaystyle H}의 벡터가 어떤 0이 아닌 복소수를 곱하여 다른 벡터에서 얻을 수 있다면, {\displaystyle H}의 두 벡터는 {\displaystyle H}의 사영 힐베르트 공간 {\displaystyle \mathbf {P} (H)}의 동일한 광선에 해당한다고 말한다. 비록 광선이라는 단어가 사용되더라도, 엄밀히 말하면 사영 힐베르트 공간의 점은 힐베르트 공간의 원점을 통과하는 직선에 해당하며, 반직선이나 기하학적 의미의 광선에는 해당하지 않는다.

### 스핀
각운동량은 플랑크 상수와 동일한 차원(M·L2·T−1)을 가지며, 양자 규모에서는 양자 시스템의 이산적인 자유도처럼 행동한다. 대부분의 입자는 고전 역학에서는 전혀 나타나지 않고 디랙의 상대론적 이론 일반화에서 파생된 일종의 고유 각운동량을 가진다. 수학적으로는 스피너로 기술된다. 비상대론적 양자 역학에서는 리 군 SU(2)의 군 표현이 이 추가 자유도를 기술하는 데 사용된다. 주어진 입자에 대해 표현의 선택(따라서 스핀 관측 가능량의 가능한 값의 범위)은 환원된 플랑크 상수 ħ 단위로 정수 (0, 1, 2, ...) 또는 반정수 (1/2, 3/2, 5/2, ...)인 음이 아닌 숫자 S로 지정된다. 스핀 S를 가진 질량 있는 입자의 경우, 스핀 양자수 m은 항상 집합
{\displaystyle \{-S,-S+1,\ldots ,S-1,S\}}
에 있는 2S + 1개의 가능한 값 중 하나를 취한다.
그 결과, 스핀을 가진 입자의 양자 상태는 C2S+1의 값을 갖는 벡터 값 파동 함수로 기술된다. 동등하게, 그것은 네 개의 변수의 복소수 값 함수로 표현된다. 일반적인 세 개의 연속 변수(공간에서의 위치)에 하나의 이산 양자수 변수(스핀)가 추가된다.

### 다체 상태와 입자 통계
N개의 입자로 구성된 시스템의 양자 상태(각 입자는 스핀을 가질 수 있음)는 입자당 4개의 변수(3개의 공간 좌표와 스핀에 해당)를 가진 복소수 값 함수로 기술된다. 예를 들어,
{\displaystyle |\psi (\mathbf {r} _{1},\,m_{1};\;\dots ;\;\mathbf {r} _{N},\,m_{N})\rangle .}
여기서, 스핀 변수 mν는 다음 집합의 값을 취한다.
{\displaystyle \{-S_{\nu },\,-S_{\nu }+1,\,\ldots ,\,S_{\nu }-1,\,S_{\nu }\}}
여기서 {\displaystyle S_{\nu }}는 ν번째 입자의 스핀이다. 스핀을 나타내지 않는 입자의 경우 {\displaystyle S_{\nu }=0}이다.
동일한 입자의 취급은 보손(정수 스핀을 가진 입자)과 페르미온(반정수 스핀을 가진 입자)에 대해 매우 다르다. 위 N-입자 함수는 입자 번호에 대해 (보손의 경우) 대칭화되거나 (페르미온의 경우) 반대칭화되어야 한다. 만약 모든 N개의 입자가 동일하지 않고 그 중 일부만 동일하다면, 함수는 각 동일한 변수 그룹에 해당하는 변수에 대해 별도로 (반)대칭화되어야 하며, 이는 해당 통계(보손 또는 페르미온)에 따른다.
전자는 S = 1/2의 페르미온이고, 광자(빛의 양자)는 S = 1의 보손이다 (비록 진공에서는 질량 없는 상태이며 슈뢰딩거 역학으로는 기술될 수 없지만).
대칭화 또는 반대칭화가 필요하지 않은 경우, N-입자 상태 공간은 단순히 1-입자 공간의 텐서곱으로 얻을 수 있으며, 이는 나중에 다시 논의될 것이다.

### 한 입자 시스템의 기저 상태
분해 가능 복소 힐베르트 공간 {\displaystyle H}에 속하는 상태 {\displaystyle |\psi \rangle }는 {\displaystyle H}의 정규 직교 기저의 요소들의 선형 결합으로 항상 고유하게 표현될 수 있다.
브라-켓 표기법을 사용하면, 어떤 상태 {\displaystyle |\psi \rangle }도 다음과 같이 쓸 수 있다는 것을 의미한다.
{\displaystyle {\begin{aligned}|\psi \rangle &=\sum _{i}c_{i}|{k_{i}}\rangle ,\\&=\sum _{i}|{k_{i}}\rangle \langle k_{i}|\psi \rangle ,\end{aligned}}}
여기서 복소 계수 {\displaystyle c_{i}=\langle {k_{i}}|\psi \rangle }와 기저 요소 {\displaystyle |k_{i}\rangle }가 있다. 이 경우, 정규화 조건은 다음과 같이 변환된다.
{\displaystyle \langle \psi |\psi \rangle =\sum _{i}\langle \psi |{k_{i}}\rangle \langle k_{i}|\psi \rangle =\sum _{i}\left|c_{i}\right|^{2}=1.}
물리적 용어로, {\displaystyle |\psi \rangle }는 "기저 상태" {\displaystyle |{k_{i}}\rangle }, 즉 관측 가능량의 고유 상태의 양자 중첩으로 표현되었다. 특히, 만약 해당 관측 가능량이 정규화된 상태 {\displaystyle |\psi \rangle }에서 측정된다면,
{\displaystyle |c_{i}|^{2}=|\langle {k_{i}}|\psi \rangle |^{2},}
는 측정 결과가 {\displaystyle k_{i}}일 확률이다.:22
일반적으로 확률에 대한 표현은 항상 양자 상태와 관측되는 동역학 변수(즉, 확률 변수)의 스펙트럼의 일부 사이의 관계를 포함한다.:98:53 예를 들어, 위 상황은 고윳값 {\displaystyle k_{i}}가 점 스펙트럼에 속하는 이산적인 경우를 설명한다. 마찬가지로, 파동 함수는 해당 고윳값 {\displaystyle E}(시스템의 에너지)를 가진 해밀토니언 연산자의 고유 함수일 뿐이다.
연속적인 경우의 예는 위치 연산자에 의해 주어진다. 상태 {\displaystyle \psi }에 있는 시스템의 확률 측도는 다음으로 주어진다.
{\displaystyle \mathrm {Pr} (x\in B|\psi )=\int _{B\subset \mathbb {R} }|\psi (x)|^{2}dx,}
여기서 {\displaystyle |\psi (x)|^{2}}는 주어진 위치에서 입자를 찾을 확률 밀도 함수이다. 이 예들은 상태와 관측 가능량 사이의 특성 구분을 강조한다. 즉, {\displaystyle \psi }가 {\displaystyle H}에 속하는 순수 상태인 반면, 위치 연산자의 (일반화된) 고유 벡터는 그렇지 않다.

### 순수 상태 대 속박 상태
밀접하게 관련되어 있지만, 순수 상태는 양자 불확정성이 없는 관측 가능한 양의 순수 점 스펙트럼에 속하는 속박 상태와 동일하지 않다. 입자는 모든 시간 동안 유한한 공간 영역에 국한되어 있으면 속박 상태에 있다고 말한다. 순수 상태 {\displaystyle |\phi \rangle }는 오직 모든 {\displaystyle \varepsilon >0}에 대해 콤팩트 집합 {\displaystyle K\subset \mathbb {R} ^{3}}가 존재하여
{\displaystyle \int _{K}|\phi (\mathbf {r} ,t)|^{2}\,\mathrm {d} ^{3}\mathbf {r} \geq 1-\varepsilon }
모든 {\displaystyle t\in \mathbb {R} }에 대해 성립할 때 속박 상태라고 불린다. 이 적분은 입자가 시간 {\displaystyle t}에 유한한 영역 {\displaystyle K}에서 발견될 확률을 나타낸다. 만약 이 확률이 {\displaystyle 1}에 임의로 가깝게 유지된다면 입자는 {\displaystyle K}에 머무른다고 말한다.
예를 들어, 자유 슈뢰딩거 방정식의 정규화 불가능한 해는 파동 묶음을 사용하여 정규화 가능한 함수로 표현될 수 있다. 이 파동 묶음은 수학적으로 관측 가능량을 구성하는 해당 사영 연산자의 순수 점 스펙트럼에 속한다.:48 그러나 이들은 속박 상태가 아니다.

### 순수 상태의 중첩
위에서 언급했듯이 양자 상태는 중첩될 수 있다. 만약 {\displaystyle |\alpha \rangle }와 {\displaystyle |\beta \rangle }가 양자 상태에 해당하는 두 개의 켓이라면, 켓
{\displaystyle c_{\alpha }|\alpha \rangle +c_{\beta }|\beta \rangle }
또한 동일한 시스템의 양자 상태이다. {\displaystyle c_{\alpha }}와 {\displaystyle c_{\beta }}는 모두 복소수일 수 있으며, 이들의 상대적 진폭과 상대적 위상은 결과 양자 상태에 영향을 미칠 것이다.
중첩된 상태를 다음을 사용하여 작성하면,
{\displaystyle c_{\alpha }=A_{\alpha }e^{i\theta _{\alpha }}\ \ c_{\beta }=A_{\beta }e^{i\theta _{\beta }}}
상태의 노름을 다음과 같이 정의한다.
{\displaystyle |c_{\alpha }|^{2}+|c_{\beta }|^{2}=A_{\alpha }^{2}+A_{\beta }^{2}=1}
그리고 공통 인수를 추출하면 다음과 같다.
{\displaystyle e^{i\theta _{\alpha }}\left(A_{\alpha }|\alpha \rangle +{\sqrt {1-A_{\alpha }^{2}}}e^{i\theta _{\beta }-i\theta _{\alpha }}|\beta \rangle \right)}
전체 위상 인수는 물리적 효과가 없다.:108 오직 상대 위상만이 중첩의 물리적 본질에 영향을 미친다.
중첩의 한 예는 이중슬릿 실험이며, 여기서 중첩은 양자 간섭을 초래한다. 상대 위상의 중요성에 대한 또 다른 예는 라비 진동으로, 두 상태의 상대 위상은 슈뢰딩거 방정식으로 인해 시간이 지남에 따라 달라진다. 그 결과 중첩은 두 가지 다른 상태 사이에서 앞뒤로 진동하게 된다.

### 혼합 상태
순수 양자 상태는 위에서 설명한 대로 단일 켓 벡터로 기술될 수 있는 상태이다. 혼합 양자 상태는 순수 상태의 통계적 앙상블이다(양자통계역학 참조).(p. 73)
혼합 상태는 양자 역학에서 두 가지 다른 상황에서 발생한다. 첫째, 시스템의 준비가 완전히 알려지지 않았을 때, 따라서 가능한 준비의 통계적 앙상블을 다루어야 할 때. 둘째, 다른 물리적 시스템과 얽혀 있는 물리적 시스템을 기술하고자 할 때, 그 상태는 순수 상태로 기술될 수 없기 때문이다. 첫 번째 경우, 이론적으로 시스템의 전체 역사를 아는 다른 사람이 있을 수 있으며, 따라서 동일한 시스템을 순수 상태로 기술할 수 있다. 이 경우 밀도 행렬은 단순히 양자 상태에 대한 제한된 지식을 나타내는 데 사용된다. 그러나 두 번째 경우, 양자 얽힘의 존재는 이론적으로 하위 시스템에 대한 완전한 지식의 존재를 방지하며, 어떤 사람도 얽힌 쌍의 하위 시스템을 순수 상태로 기술하는 것은 불가능하다.
혼합 상태는 복합 양자 시스템 {\displaystyle H_{1}\otimes H_{2}}에 얽힌 상태가 있고, {\displaystyle H_{2}} 부분이 관찰자에게 접근할 수 없을 때 순수 상태에서 필연적으로 발생한다.(pp. 121-122) {\displaystyle H_{1}} 부분의 상태는 그 다음 {\displaystyle H_{2}}에 대한 부분 대각합으로 표현된다.
혼합 상태는 단일 켓 벡터로 기술될 수 없다.(pp. 691-692) 대신, 일반적으로 ρ로 표시되는 관련 밀도 행렬(또는 밀도 연산자)로 기술된다. 밀도 행렬은 혼합 상태와 순수 상태를 모두 동일한 방식으로 기술할 수 있다. 더욱이, 힐베르트 공간 {\displaystyle H}로 기술되는 주어진 양자 시스템의 혼합 양자 상태는 충분히 큰 힐베르트 공간 {\displaystyle K}에 대한 더 큰 이분 시스템 {\displaystyle H\otimes K}에 있는 순수 양자 상태(정화라고 함)의 부분 대각합으로 항상 표현될 수 있다.
혼합 상태를 나타내는 밀도 행렬은 다음 형식의 연산자로 정의된다.
{\displaystyle \rho =\sum _{s}p_{s}|\psi _{s}\rangle \langle \psi _{s}|}
여기서 ps는 각 순수 상태 {\displaystyle |\psi _{s}\rangle }에 있는 앙상블의 부분이다. 밀도 행렬은 단일 입자 형식론을 사용하여 유사한 입자들의 행동을 기술하는 한 가지 방법으로, 이러한 입자들이 존재할 수 있는 상태의 확률 분포(또는 앙상블)를 제공하는 것으로 생각할 수 있다.
밀도 행렬이 순수 상태를 설명하는지 혼합 상태를 설명하는지 확인하는 간단한 기준은 ρ2의 대각합이 상태가 순수하면 1과 같고, 상태가 혼합이면 1보다 작다는 것이다. 또 다른 동등한 기준은 폰 노이만 엔트로피가 순수 상태의 경우 0이고 혼합 상태의 경우 양수라는 것이다.
양자 역학에서의 측정 규칙은 밀도 행렬로 표현하기 특히 간단하다. 예를 들어, 관측 가능한 A에 해당하는 측정의 앙상블 평균(기댓값)은 다음과 같다.
{\displaystyle \langle A\rangle =\sum _{s}p_{s}\langle \psi _{s}|A|\psi _{s}\rangle =\sum _{s}\sum _{i}p_{s}a_{i}|\langle \alpha _{i}|\psi _{s}\rangle |^{2}=\operatorname {tr} (\rho A)}
여기서 {\displaystyle |\alpha _{i}\rangle }와 {\displaystyle a_{i}}는 연산자 A의 고유켓과 고윳값이며, "tr"은 대각합을 나타낸다.(p. 73) 두 가지 유형의 평균이 발생한다는 점을 주목하는 것이 중요하다. 하나( {\displaystyle i}에 대한 평균)는 양자가 상태 {\displaystyle |\psi _{s}\rangle }에 있을 때 관측량의 일반적인 기댓값이고, 다른 하나( {\displaystyle s}에 대한 평균)는 양자가 해당 상태에 있을 확률 ps를 가진 통계적(즉 비간섭성) 평균이다.

## 수학적 일반화
상태는 벡터 공간의 벡터가 아닌 관측 가능량의 용어로 공식화될 수 있다. 이들은 C* 대수, 또는 때로는 다른 종류의 관측 가능량 대수에서 양수 정규화된 선형 함수이다.
자세한 내용은 C* 대수에서의 상태와 겔판트-나이마르크-세갈 구성을 참조하라.

## 같이 보기
- 양자도약
- 블로흐 구면
- 그린버거-혼-차일링거 상태
- 바닥 상태
- 양자역학 개론
- 복제 불가능성 정리
- 정규 직교 기저
- PBR 정리
- 양자 조화 진동자
- 양자 논리 게이트
- 정상 상태
- 파동 함수 붕괴
- W 상태

## 내용주
1. ↑  오해를 피하기 위해: 여기서 우리는 Q(t)와 P(t)가 동일한 상태에서 측정되지만, 동일한 실험 실행에서는 측정되지 않는다는 의미이다.
2. ↑  즉, 지연이 0으로 분리된다. 시간을 멈춘 다음 두 측정을 차례로 수행한 다음 시간을 재개한다고 생각할 수 있다. 따라서 측정은 동시에 발생했지만 어느 것이 먼저였는지 알 수 있다.
3. ↑  구체적인 설명을 위해 위의 예에서 A = Q(t1)이고 B = P(t2)이며, t2 > t1 > 0이라고 가정하자.
4. ↑  이 기준은 밀도 행렬이 ρ의 대각합이 1이 되도록 정규화될 때 작동한다. 이 섹션에서 주어진 표준 정의와 마찬가지로. 때때로 밀도 행렬은 다르게 정규화될 수 있으며, 이 경우 기준은 {\displaystyle \operatorname {Tr} (\rho ^{2})=(\operatorname {Tr} \rho )^{2}}이다.

## 더 읽어보기
양자 상태의 개념, 특히 위의 양자 물리학의 형식론 섹션의 내용은 대부분의 양자 역학 표준 교과서에서 다루어진다.
개념적 측면과 고전적 상태와의 비교에 대한 논의는 다음을 참조하라.
- Isham, Chris J (1995). 《Lectures on Quantum Theory: Mathematical and Structural Foundations》. Imperial College Press. ISBN 978-1-86094-001-9.

수학적 측면에 대한 더 자세한 내용은 다음을 참조하라.
- Bratteli, Ola; Robinson, Derek W (1987). 《Operator Algebras and Quantum Statistical Mechanics 1》. Springer. ISBN 978-3-540-17093-8. 2nd edition. 특히, 2.3절을 참조하라.

혼합 양자 상태의 정화에 대한 논의는 칼텍의 물리학 219 존 프레스킬의 강의 노트 2장을 참조하라.
기하학적 측면에 대한 논의는 다음을 참조하라.
- Bengtsson I; Życzkowski K (2006). 《Geometry of Quantum States》. Cambridge: Cambridge University Press., second, revised edition (2017)